# الأناضول في العصر الكلاسيكي

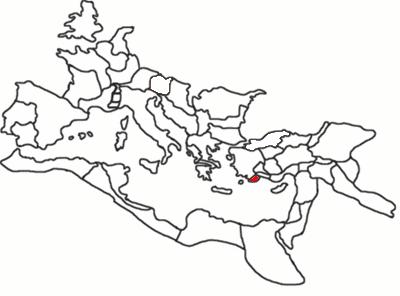
ليسيا

بدايةً في العصر الحديدي، كانت الأناضول الكلاسيكية القديمة مقسمة إلى عدة ممالك، أبرزها ليديا في الغرب وفريغيا في الوسط وأورارتو في الشرق. خضعت الأناضول للحكم الفارسي الأخميني نحو عام 550 قبل الميلاد. في أعقاب الحروب اليونانية الفارسية، ظلت الأناضول بأكملها تحت السيطرة الفارسية عدا عن ساحل بحر إيجة، الذي ضُم إلى الحلف الديلي في سبعينيات القرن الخامس قبل الميلاد. انتزع الإسكندر الأكبر في النهاية السيطرة على المنطقة بأكملها من الفرس في ثلاثينيات القرن الرابع قبل الميلاد. بعد وفاة الإسكندر، تقسمت أراضيه بين عدد من قادته المخلصين، لكنها كانت تحت تهديد مستمر بالغزو من قِبل الغاليين وحكام أقوياء آخرين في بيرغامون والبنطس ومصر.
انخرطت الإمبراطورية السلوقية، أكبر أراضي الإسكندر، والتي شملت الأناضول، في حرب مدمرة مع روما بلغت ذروتها في معركتي ترموبيل وماغنيسيا. وثّقت معاهدة أباميا الناجمة عن ذلك في عام 188 قبل الميلاد انسحاب السلوقيين من الأناضول. مُنحت مملكة بيرغاموم وجمهورية الرودس، حلفاء روما في الحرب، الأراضي السلوقية السابقة في الأناضول. بعد ذلك تنازع الرومان المجاورون مع الإمبراطورية الفرثية على الأناضول، مما أدى إلى نشوب الحروب الرومانية الفرثية باستمرار.
خضعت الأناضول للحكم الروماني بالكامل عقب حروب ميثراداس بين عامي 88 – 63 قبل الميلاد. عُززت السيطرة الرومانية على الأناضول من خلال نهج روما «بعدم التدخل»، الذي سمح للسلطة المحلية بالحكم عمليًا مع تأمين روما للحماية العسكرية. في بدايات القرن الرابع، أسس قسطنطين الأكبر مركزًا إداريًا جديدًا في القسطنطينية، وبنهاية القرن الرابع أُسست إمبراطورية شرقية جديدة وكانت القسطنطينية عاصمتها، أُشير إليها من قِبل المؤرخين بالإمبراطورية البيزنطية من اسمها الأصلي، بيزنطة.
في القرون اللاحقة وحتى بدايات العصور الوسطى الأولى، خلفَ الساسانيون الفرس، الفرثيين. تعاقبت القرون في عهد الساسانيين بعداوة ومنافسة بين روما وبلاد فارس، أدت أيضًا إلى حروب مستمرة في الحدود الشرقية للأناضول. وقعت الأناضول البيزنطية تحت ضغط الغزو الإسلامي في الجنوب الشرقي، لكن ظل معظم الأناضول تحت السيطرة البيزنطية لحين الاحتلال التركي في القرن الحادي عشر.

## الحكم الفارسي
لم تدم الإمبراطورية الميدية لوقت طويل (نحو 625 – 549 قبل الميلاد). بحلول عام 550 قبل الميلاد، انهارت إمبراطورية شرق الأناضول الميدية، والتي بالكاد استمرت لمئة عام، فجأة من خلال تمرد فارسي في عام 553 قبل الميلاد على يد كورش الثاني (كورش الكبير نحو 600 قبل الميلاد أو 576 – 530 قبل الميلاد)، الذي أطاح بجده أستياجيس (585 – 550 قبل الميلاد) في عام 550 قبل الميلاد. خضع الميديون بعدها للفرس.
حكم الفرس، الذين امتلكوا موارد شحيحة لتنظيم حكم إمبراطوريتهم الشاسعة، بشكل مسالم نسبيًا مقارنةً بكونهم غزاة، وحاولوا كسب التعاون مع النخبة المحلية في الحكم. حكموا ولاياتهم التابعة من خلال تعيين حكام محليين، أو ساترابات. على أي حال، أشار إليهم الإغريق باسم «تيرانات»، أي أنهم ليسوا مُنتخبين ديمقراطيًا ولم يستمدوا السلطة بكونهم من عائلة حاكمة. استمر توسع الإمبراطورية الفارسية الأخمينية على يد داريوس الكبير (521 – 486 قبل الميلاد). استمر استخدام نظام الساتراب الخاص بالحكام المحليين وطُوّر، وأُجريت تحسينات حكومية أيضًا.
تقسمت الأناضول تحت الهيمنة الفارسية إلى إدارات إقليمية (ساترابيات أو مقاطعات، حسب المصادر) حلت محل الممالك المهيمنة السابقة للغزو. حل الساترابات محل الملوك. تعني كلمتي ساتراب وساترابي، حاكم ومقاطعة على الترتيب. كانت الإدارة تراتبية، غالبًا ما أُشير إليها بساترابيات عظمى وكبرى وصغرى. كانت الوحدات الإدارية الرئيسية في الأناضول هي ساترابية سارد (سبادرا/ليديا) العظمى في الغرب، وساترابية كابادوكيا الكبرى في الوسط، وساترابية أرمينيا الكبرى في الشمال الشرقي، وساترابية آشورا الكبرى في الجنوب الشرقي. تُقابِل هذه الساترابيات تقسيمات هيرودوت بالإقليم الأول والثاني والثالث والرابع. على أي حال، تباين عدد الساترابيات وحدودها عبر الزمن.
ضمن النظام التراتبي، كانت سباردا ساترابي عظمى تتألف من ساترابية ساردا الكبرى (وشملت الساترابيات الصغرى لفريغيا الأصغر وفريغيا الأكبر وكاريا وتراقيا) وساترابية كبادوكيا الكبرى. يُلاحظ أنه لم تُعتبر إيونية وأيولس كيانات منفصلة من قِبل الفرس، بينما ضُمنّت ليكيا في كاريا شبه المستقلة، وضَمّت سباردا الجزر الساحلية. شملت فريغيا الأكبر ليكاونيا وبيسيديا وبامفيليا. شملت كابادوكيا في الأصل قيليقا، المعروفة أيضًا باسم كابادوكيا المجاورة لطوروس، وبافلاغونيا.
كانت آشورا ساترابي كبرى ضمن ساترابي بابل العظمى، وتضمنت قيليقيا، بينما كانت أرمينيا ساترابي كبرى ضمن ساترابي ميديا العظمى.
ظلت الأناضول أحد المناطق الرئيسية للإمبراطورية خلال فترة وجودها بالكامل. أثناء حكم داريوس الكبير، شُيّد الطريق الملكي، الذي ربط مدينة سوسا مباشرةً مع مدينة سارد غربي الأناضول.

### سقوط ليديا (546 قبل الميلاد) والتمرد الليدي
بحلول عام 550 قبل الميلاد حكمت مملكة ليديا المدن الإغريقية الساحلية، التي دفعت جزية، ومعظم الأناضول، عدا عن ليكيا وقيليقيا وكابادوكيا. في عام 547 قبل الميلاد، استغل الملك كرويسيوس، الذي جمع ثروة وقوة عسكرية كبيرة، لكنه كان قلقًا من القوة الفارسية المتنامية وهدفها الواضح، اضطراب التمرد الفارسي وحاصر مدينة بتيريا الفارسية في كابادوكيا واستولى عليها. سار كورش الكبير بعدها مع جيشه ضد الليديين. على الرغم من أن معركة بتيريا أدت إلى طريق مسدود، إلا أن الليديين أُجبروا على الانسحاب إلى عاصمتهم سارد. بعد بضعة أشهر تواجه ملك الفرس وملك الليديين في معركة ثيمبرا. حقق كورش الانتصار، مستوليًا على سارد بعد حصار دام 14 يومًا، بتسليم كرويسيوس نفسه إلى كورش. وفقًا للمؤرخ اليوناني هيرودوت، عامل كورش كرويسيوس جيدًا وباحترام بعد المعركة لكن هذا الأمر يتناقض مع حوليات نبو نيد، أحد السجلات البابلية (ولو أنه ليس واضحًا ما إذا كان النص يشير إلى ملك ليديا أو أميرها).
أصبحت ليديا بعدها ساترابية سارد الفارسية، عُرفت أيضًا باسم ساترابي ليديا وإيونية، رغم نشوب تمرد فاشل بقيادة باكتياس قائد الإدارة المدنية، ضد تابالوس، القائد العسكري الفارسي (الساتراب) (546 – 545)، بعد ذلك بوقت قصير. حالما سقطت ليديا، عاد كورش لمواجهة المشاكل في الشرق تاركًا حامية عسكرية للمساعدة في حكم ملكيته الجديدة. بعد فترة وجيزة، جمع باكتياس، المُكلّف بتحصيل الضرائب، جيشَ مرتزقة من مدن إغريقية مجاورة وحاصر تابالوس في القلعة. يبدو أنه لا يوجد أساس لرواية هيرودوت بأن كورش اعتزم استعباد الليديين. وجد باكتياس نفسه لاحقًا من دون حلفاء وأن كورش كان يتحرك سريعًا لكبح التمرد، بإرسال مازارس (545 – 544 قبل الميلاد)، أحد قادته، لإعادة فرض النظام. فر باكتياس لاحقًا إلى الساحل والتجأ في مدينة كيم الأيولية. طلب مازارس من الكيميين تسليمه باكتياس. خوفًا من الانتقام، أرسله الكيميون إلى ميتيليني في جزيرة لسبوس. عقب سماع أن الميتيلينيين كانوا يتفاوضون على سعرٍ مقابل باكتياس، غُيّرت الوجهة إلى جزيرة خيوس، لكنهم سلموه أيضًا إلى الفرس.
خلَفَ غاراباغ (544 – 530 قبل الميلاد) مازاراس بعد وفاته، وتلاه أورويتوس (530 – 520 قبل الميلاد). أصبح أورويتوس أول ساتراب عُرف بإظهاره العصيان تجاه السلطة المركزية لبلاد فارس. حين توفي قمبيز (530 – 522)، الذي خلف والده كورش، حلت الفوضى في الإمبراطورية قبل بسط داريوس الكبير (522 – 486 قبل الميلاد) لسلطته. تحدى أورويتوس أوامر داريوس بتقديم المساعدة، عندئذ أُرسل باغاوس (520 – 517 قبل الميلاد) من قِبل داريوس لتدبير مقتله.